# Eucryphia glutinosa
Espèce
Synonymes
- Eucryphia glutinosa (Poepp. & Endl.) Baill.[2]
- Eucryphia nymansensis J.Bausch[2]
- Eucryphia patagonica Speg.[2]
- Eucryphia pinnatifolia Gay[3]
- Fagus glutinosa Poepp. & Endl.[2]
- Fagus glutinosus Poepp. & Endl.[3]

Statut de conservation UICN

 NT  : Quasi menacé
Eucryphia glutinosa est une espèce de plantes de la famille des Cunoniaceae.

## Publication originale
- Histoire des Plantes 1: 401. 1869.